# Jaffa Cake
Le Jaffa Cake est un gâteau généralement circulaire de 54 mm de diamètre constitué de trois couches : une couche de génoise, une couche de confiture traditionnellement à l'orange et une couche de chocolat. Il a été inventé en 1927 en Angleterre par John Langlands, directeur chez le fabricant de confiserie McVitie & Price,. Le fabricant n'ayant pas déposé le nom, d'autres biscuiteries ont commercialisé des gâteaux nommées « Jaffa Cakes ». Ce nom peut faire référence à l'orange de Jaffa dont le zeste parfume la garniture du gâteau. Plus d'un milliard sont mangés chaque année[réf. nécessaire].

## Gâteau original de McVitie et Price

### Statut légal
Dès sa création, l'entreprise McVitie et Price classe le Jaffa Cake comme étant un gâteau et non pas un biscuit enrobé de chocolat. Cette manœuvre permet au produit de ne pas être soumis à la taxe sur la valeur ajoutée, alors qu'elle est prélevée sur les biscuits enrobés de chocolat. 
En 1991, ce statut est contesté par le service des douanes et des accises britannique (en). Devant le tribunal McVitie's défend le fait que « les biscuits devraient normalement devenir mous lorsqu'ils sont rassis, tandis que les gâteaux devraient normalement devenir durs. » et apporte un Jaffa Cake géant de 12 pouces de diamètre (environ 30 centimètres) afin de prouver que leurs Jaffa Cakes ne sont que des gâteaux miniatures. Le tribunal statue sur le fait que le Jaffa Cake est bien un gâteau.

### Fabrication
L'intégralité des Jaffa Cakes de McVitie's sont produits dans une usine à Stockport. La zone de production s'étend sur un acre, soit 4 052 m2, et comprend une ligne de production longue de plus d'un mile (environ 1,6 km). Cela permet de produire plus de 2 000 gâteaux par minute. Au début des années 2000, McVitie's a été un pionnier dans le développement de technologies avancées de vision industrielle pour le contrôle qualité.

### Sponsoring
En 2000, McVitie's signe un contrat de sponsoring avec le club de football Manchester United faisant du Jaffa Cake un des sponsors « platine » du club.

## Pim's
En France, le Jaffa Cake le plus populaire est le Pim's (stylisé PiM's) de la marque LU. 
En 2022, une contamination à la salmonelle dans une usine américaine de Mondelez International, propriétaire de LU, entraine l'arrêt pendant quelques mois de la production de ce gâteau.

## Oblong Jaffa Cakes

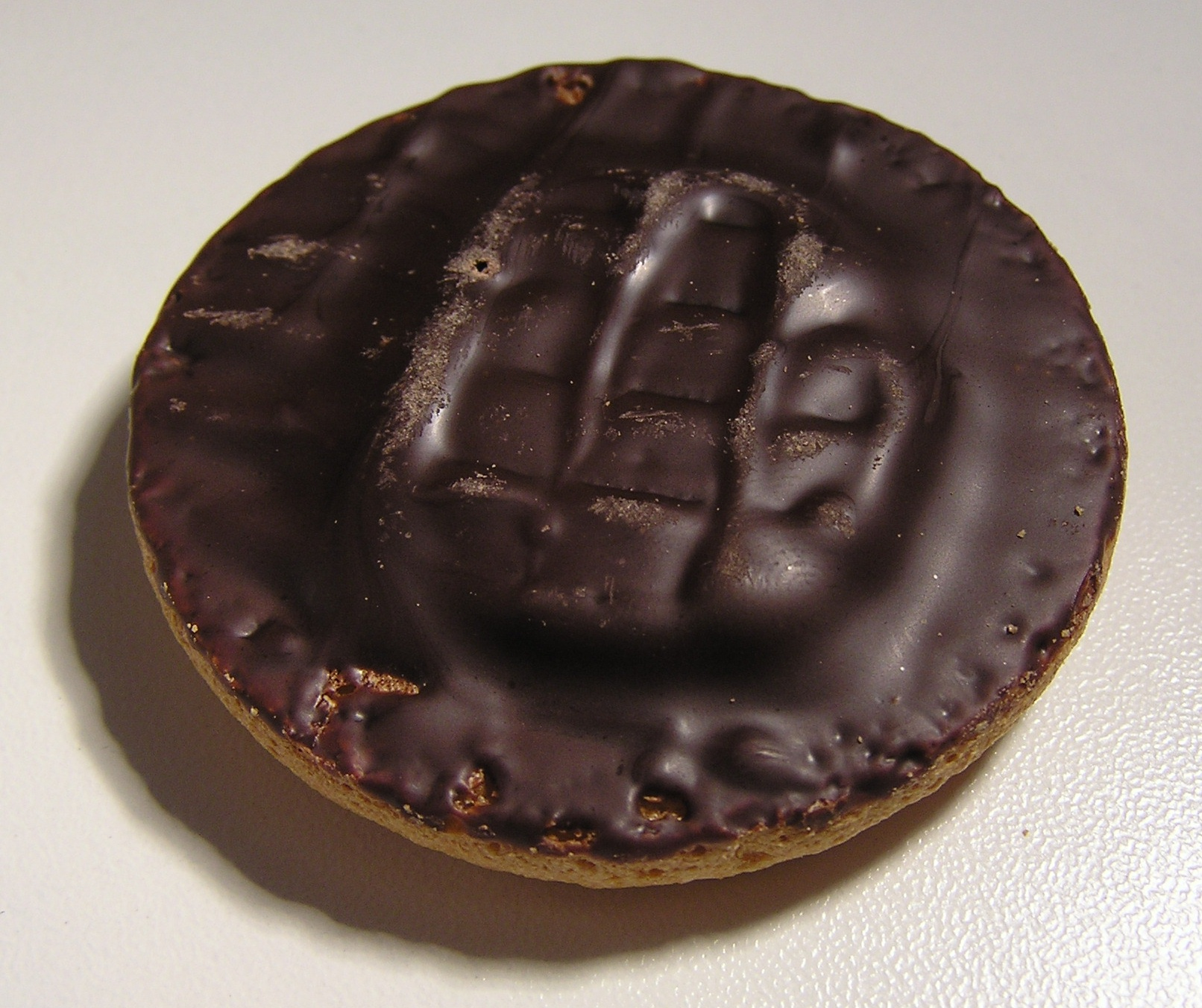
Jaffa Cake rond avec le « monticule au milieu ».

En Allemagne, l'entreprise Bahlsen commercialise aussi le Jaffa Cake sous une forme oblongue sous le nom de « Oblong Jaffa Cakes ». Selon Bahlsen, cette forme est meilleure car la garniture à l'orange est mieux répartie sur le gâteau. McVitie's a insisté sur le fait que leur entreprise s'en tenait à la formule testée et approuvée du « monticule au milieu ».

## Autres marques notables

### En Europe du Nord

Jaffa Cakes de Fazer.

L'entreprise Fazer produit des Jaffa Cakes en Finlande, avec différentes saveurs, notamment des gâteaux saveur pomme et cannelle ou Vihreät kuulat (en). Ils sont commercialisés en Finlande et en Estonie.

### En République Tchèque
Mondelez International a commercialisé des Jaffa Cakes en République Tchèque sous la marque Figaro. Ils sont nommés čokopiškoty et présentent cinq saveurs. Ils ont été commercialisés auparavant sous la marque Opavia.

### En Pologne

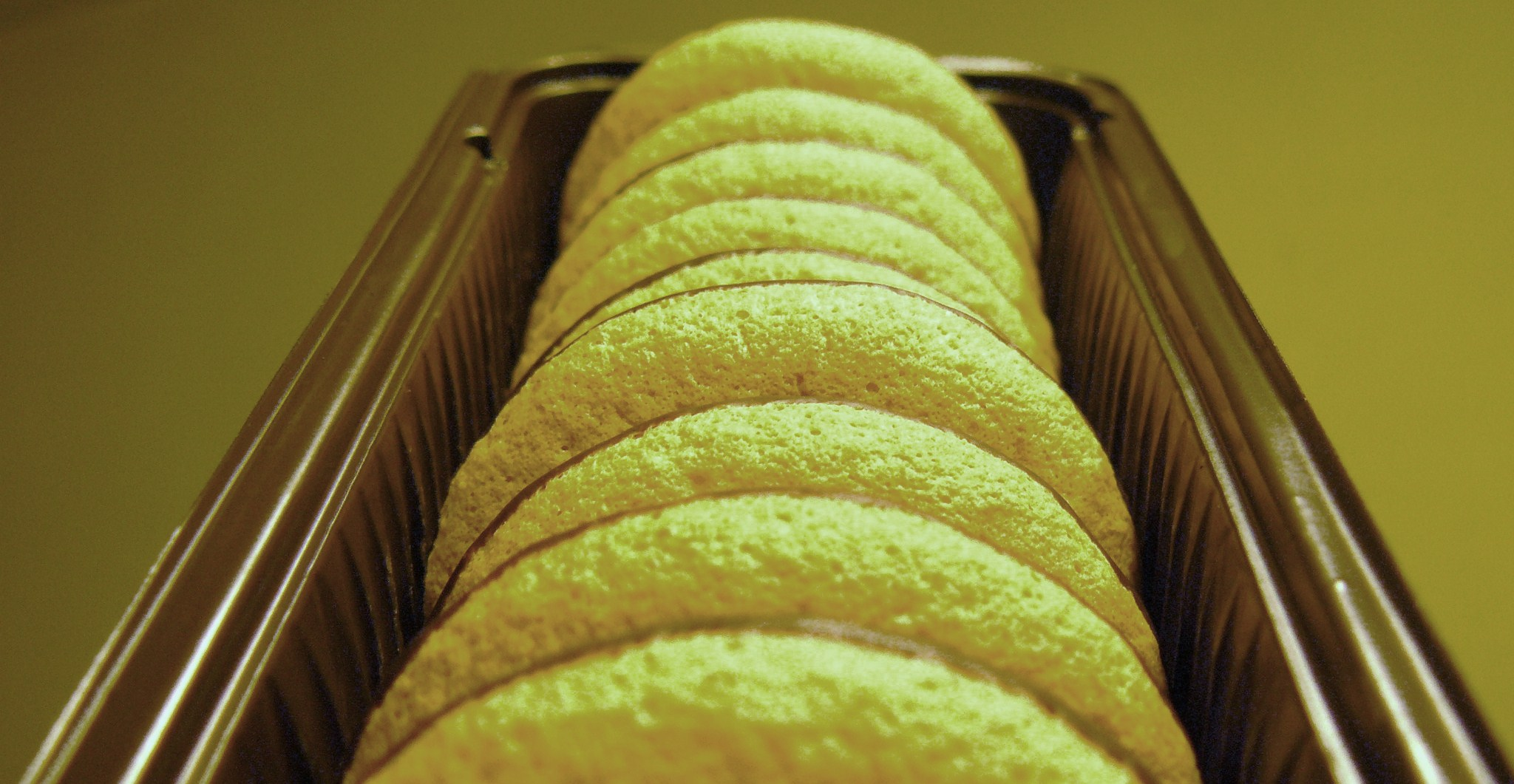
Barquette de Delicje Szampańskie.

L'équivalent polonais des Jaffa Cakes sont fabriqués par l'entreprise de confiseries E. Wedel (en) depuis 1977 sous la marque Delicje Szampańskie. Cette dernière appartient à Mondelez International depuis 2020.